# ブリック (ニュージャージー州)
ブリック（英: Brick Township）は、アメリカ合衆国ニュージャージー州のオーシャン郡にあるタウンシップである。人口は7万3620人（2020年）。
ブリック・タウンシップの大半は本土にあるが、オーシャンビーチのI、II、III は大西洋とバーニガット湾を分ける細長いバリアー島のバーニガット半島に位置している。このため町とビーチは地理的に離れている。

## 歴史
ブリック・タウンシップは1850年2月15日にニュージャージー州議会の法によってタウンシップとして法人化された。領域はドーバー・タウンシップ（現在のトムズリバー・タウンシップ）とハウェル・タウンシップの一部を併せた。このタウンシップはメテデコンク川沿いにあったバーゲン鉄工所の所有者ジョセフ・ブリックにちなんで名付けられた。タウンシップの一部はポイントプレザントビーチ（1886年5月18日）、ベイヘッド（1886年6月15日）、レイクウッド・タウンシップ（1892年3月23日）、マントロキング（1911年4月10日）、ポイントプレザント（1920年4月21日）の町を創るために減らされていった。1963年、タウンシップの名前を「ローレルトン」に変更するかを問う住民投票が行われ、否決された。
ブリックのローレルトンとバーズビルの地区に最初に入植したヘイブンズ家にちなんで、ヘイブンズ・ホームステッド博物館が開館されている。この博物館は農地の小区画に立っている当初のヘイブンズ邸である。中にはギフトショップがあり、毎日資産を巡るツアーが行なわれている。
ブリックは長年、「全米の安全な都市」評価で常に上位5傑に来ていたが、2006年の第13回モーガン・クイットノー調査で、全国371都市の中で第1位を獲得した。ブリックは2000年以来、ニュージャージー州の人口75,000人以上の都市では最も安全な都市だった。2003年と2004年、マサチューセッツ州ニュートンに続いて安全な都市第2位になった。2005年は第5位に落ちたが、2006年には第1位を獲得した。
2009年、雑誌「ニューズマックス」の「アメリカのユニークな都市と町25傑」のリストで第6位になった。この記事はCBSニュースの旅行編集者ピーター・グリーンバーグが書いたものだった。グリーンバーグはそのランキングを決めるときに、ブリックが常に安全な都市に挙げられていること、「郊外大型店、百貨店、レストランチェーン店の商業開発により、オーシャン郡北部の大半でショッピングの行き先になったこと」を挙げていた。
ブリック・タウンシップは流行性自閉症でニュースになってきた。6,000人以上の子供のうち40人が自閉症とされたものであり、その発症率は全国平均と統計的にかけ離れたものではない。自閉症と判断された子供たちの多くはニュージャージー州北部や国内の他所で生まれていた。自閉症のレベルがブリックの特定環境要因に結び付くと考えられる証拠は無い。自閉症と診断された子供の両親は教育学区が提供する特別の教育プログラムを利用するために、このタウンシップに移転してきた。
ブリックではヘロインの流行もあった。州の統計に拠れば、2012年のブリックはヘロインの乱用で州内第6位だった。ヘロインあるいはアヘンの乱用事例550件が報告されていた。
2010年北アメリカ吹雪のとき、ブリックには30インチ (76 cm) の積雪があり、州内最多だった。2012年10月、ブリックの一部がハリケーン・サンディの被害を受けた。バリア島やそのた海沿いにある土地が特にひどい被害を受けた。ショアエーカーズ・ヨットクラブなどの建物や家屋の損傷が大きかった。建物の中には解体を余儀なくされたものもあった。

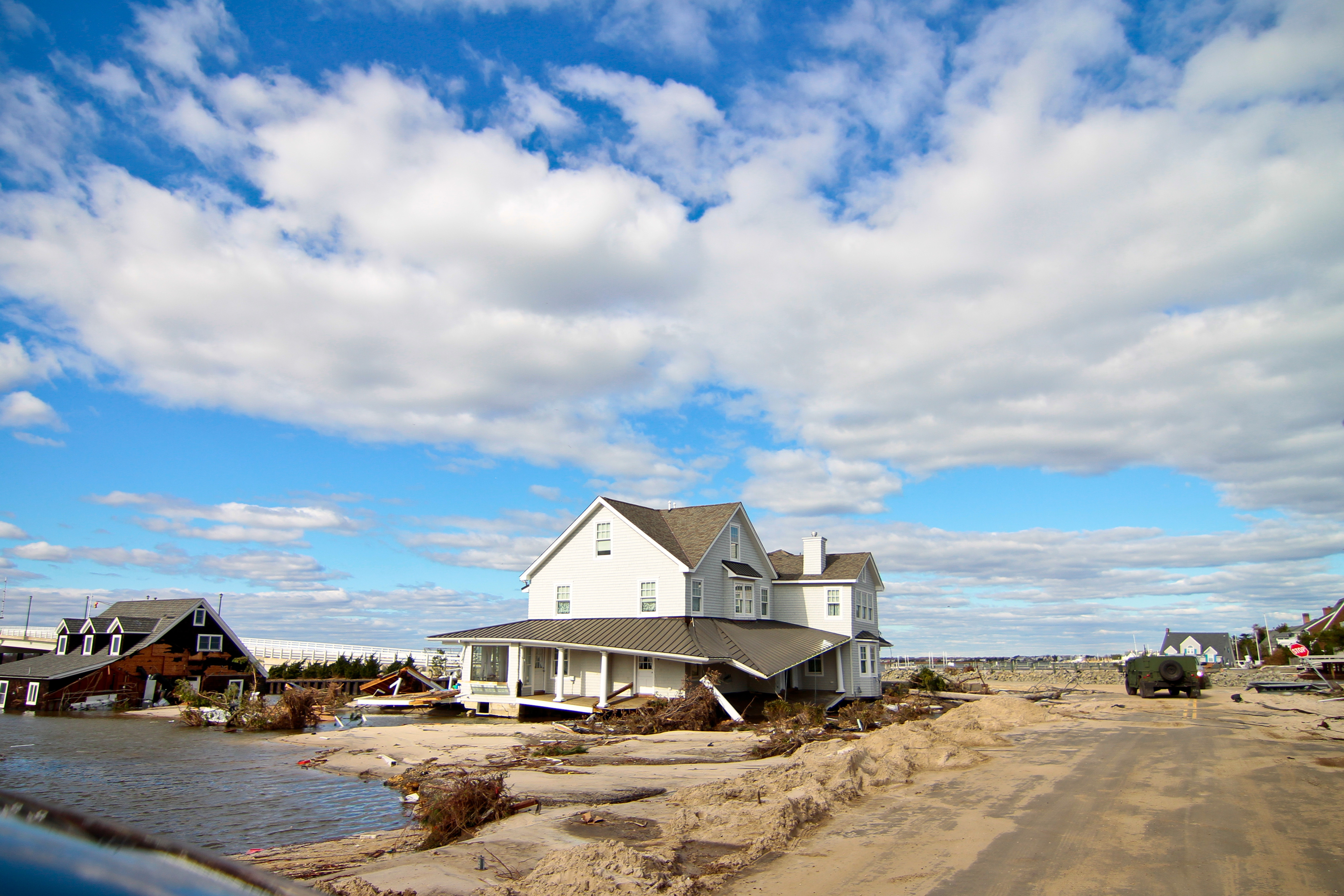
ハリケーン・サンディの被害、ブリックのバリア島

## 地理
ブリック・タウンシップは北緯40度03分42秒 西経74度06分35秒 / 北緯40.061736度 西経74.10962度 (40.061736,-74.10962)に位置している。
アメリカ合衆国国勢調査局に拠れば、市域全面積は32.315平方マイル (83.697 km2)であり、このうち陸地25.715平方マイル (66.602 km2)、水域は6.600平方マイル (17.095 km2)で水域率は20.42%である。
ガーデン・ステイト公園道路の出口91号近くにパークウェイパインズとハーバーツビルの町があり、モンマス郡境に近く、タウンシップの他の部分とは地理的に遠い。ベイベリーコートとメイピンク・レーンはブリックの道路から行くことのできない2本の通りであり、郵便番号はハウェル・タウンシップと共に07731である。

## 人口動態

### 2010年国勢調査
以下は2010年国勢調査による人口統計データである。
| 基礎データ - 人口: 75,072 人 - 世帯数: 29,842 世帯 - 家族数: 20,173 家族 - 人口密度: 1,127.2人/km2（2,919.4 人/mi2） - 住居数: 33,677 軒 - 住居密度: 505.6軒/km2（1,309.6 軒/mi2） 人種別人口構成 - 白人: 93.05% - アフリカン・アメリカン: 2.00% - ネイティブ・アメリカン: 0.14% - アジア人: 1.56% - 太平洋諸島系: 0.04% - その他の人種: 1.80% - 混血: 1.41% - ヒスパニック・ラテン系: 7.06% 年齢別人口構成 - 18歳未満: 20.7% - 18-24歳: 7.6% - 25-44歳: 23.8% - 45-64歳: 29.9% - 65歳以上: 17.9% - 年齢の中央値: 44歳 - 性比（女性100人あたり男性の人口） - 総人口: 91.0 - 18歳以上: 87.6 | 世帯と家族（対世帯数） - 18歳未満の子供がいる: 27.3% - 結婚・同居している夫婦: 52.6% - 未婚・離婚・死別女性が世帯主: 10.9% - 非家族世帯: 32.4% - 単身世帯: 27.2% - 65歳以上の老人1人暮らし: 13.7% - 平均構成人数 - 世帯: 2.49人 - 家族: 3.05人 収入と家計（2006年から2010年のアメリカン・コミュニティ・サーベイ統計） - 収入の中央値 - 世帯: 65,129米ドル - 家族: 81,868米ドル - 性別 - 男性: 60,769米ドル - 女性: 41,361米ドル - 人口1人あたり収入: 33,258米ドル - 貧困線以下 - 対人口: 5.2% - 対家族数: 4.1% - 18歳未満: 8.1% - 65歳以上: 5.9% |

### 2000年国勢調査
以下は2000年国勢調査による人口統計データである。
| 基礎データ - 人口: 76,119 人 - 世帯数: 29,511 世帯 - 家族数: 20,775 家族 - 人口密度: 1,120.5人/km2（2,901.5 人/mi2） - 住居数: 32,689 軒 - 住居密度: 481.2軒/km2（1,246.0 軒/mi2） 人種別人口構成 - 白人: 95.81% - アフリカン・アメリカン: 0.99% - ネイティブ・アメリカン: 0.10% - アジア人: 1.19% - 太平洋諸島系: 0.02% - その他の人種: 0.85% - 混血: 1.04% - ヒスパニック・ラテン系: 3.85% | 年齢別人口構成 - 18歳未満: 23.8% - 18-24歳: 6.4% - 25-44歳: 29.5% - 45-64歳: 23.3% - 65歳以上: 17.0% - 年齢の中央値: 39歳 - 性比（女性100人あたり男性の人口） - 総人口: 90.5 - 18歳以上: 86.8 世帯と家族（対世帯数） - 18歳未満の子供がいる: 31.6% - 結婚・同居している夫婦: 56.8% - 未婚・離婚・死別女性が世帯主: 10.2% - 非家族世帯: 29.6% - 単身世帯: 25.0% - 65歳以上の老人1人暮らし: 12.7% - 平均構成人数 - 世帯: 2.56人 - 家族: 3.07人 | 収入と家計 - 収入の中央値 - 世帯: 52,092米ドル - 家族: 61,446米ドル - 性別 - 男性: 44,981米ドル - 女性: 31,020米ドル - 人口1人あたり収入: 24,462米ドル - 貧困線以下 - 対人口: 4.5% - 対家族数: 3.1% - 18歳未満: 5.8% - 65歳以上: 5.0% |

## 政府

### タウンシップ政府
ブリック・タウンシップはフォークナー法（正式には選択的自治体認証法と呼ばれる）の首長・立法委員会プラン2の政府形態を採り、1990年1月1日に執行した。政府は1人の首長と7人の委員によるタウンシップ委員会で構成され、すべて任期は4年間である。委員は偶数年の選挙で半数（3人または4人）が改選される。選挙区はタウンシップ全体である。首長も任期は4年間で、多選の制限は無い。1988年11月の住民投票で、政府が党派性に戻ることを承認した。その結果、タウンシップの選挙は11月の一般選挙の一部として行われている。
首長はタウンシップの主たる行政官かつ管理官であり、地方の法と政策の展開を管理する責任がある。首長は様々な人事指名を行い、タウンシップの予算を策定し、タウンシップ委員会が採択した条例を承認あるいは拒否する。首長の拒否権はタウンシップ委員会の3分の2以上の賛成があれば無効となる。首長はタウンシップ委員会の助言と同意に基づき、事業管理官、タウンシップ検事、公衆安全、土木、公共事業の部門の支配人を指名する。

### 連邦、州、郡への代表
ブリック・タウンシップはアメリカ合衆国下院議員の選挙で、ニュージャージー州第3選挙区に属している。2010年国勢調査以前は第4選挙区にあったが、ニュージャージー州再配置委員会によって変更され、2012年11月の一般選挙の結果に基づき、2013年1月に有効となった。州議会下院では第10選挙区に入っている。

### 政治
2011年3月23日時点で、登録有権者総数は48760人であり、そのうち9,992人、20.5%が民主党に、12,206人、25.0%が共和党に、26,528人、54.4%が無党派に登録されている。その他の政党は34人である。2010年国勢調査の人口で、65.0%が有権者登録し、18歳以上の人口では81.9%である。
2012年アメリカ合衆国大統領選挙では、共和党のミット・ロムニーが18.484票、55.9%、民主党のバラク・オバマは14,184票、42.9%、その他の候補者が387票、1.2%という結果だった。登録有権者51.117人のうち、33,828人、65.2%が投票し、273票が無効だった。
2008年アメリカ合衆国大統領選挙では、共和党のジョン・マケインが21,912票、58.1%、民主党のバラク・オバマは15,031票、39.9%、その他の候補者が489票、1.3%という結果だった。登録有権者50.742人のうち、37,704人、74.3%が投票した。2004年アメリカ合衆国大統領選挙では、共和党のジョージ・W・ブッシュが21,888票、60.9%、民主党んのジョン・ケリーが13,596票、37.8%、その他の候補者が363票、0.8%だった。登録有権者48,235人のうち、35,954人、74.5%が投票した。
2013年ニュージャージー州知事選挙では、共和党のクリス・クリスティの17,331票、74.4%、民主党のバーバラ・ブオノが5,633票、24.2%、その他の候補者が332票、1.4%だった。登録有権者50,398人のうち、23,830人、47.3%が投票した。534票が無効票だった。2009年ニュージャージー州知事選挙では、共和党のクリス・クリスティの17,822票、67.3%、民主党のジョン・コーザインが6,675票、25.2%、独立系のクリス・ダゲットが1,336票、5.0%、その他の候補者hが272票、1.0%だった。登録有権者49,529人のうち、26,479人、53.5%が投票した。

## 教育
ブリック公共教育学区は、幼稚園前から12年生までの公共教育を担当している。2011年から2012年の教育年度では、12の学校に9,893人の児童生徒が学び、教師は常勤換算で729.1人、生徒・教師比率は13.57:1だった。学区内の学校は以下の通りである。生徒数は教育統計全国センターによる。
- 初期学習センター、幼稚園前から幼稚園、672人
- ドラムポイント小学校[62]、幼稚園から5年生、458人
- ハーバーツビル小学校[63]、幼稚園から5年生、249人
- レーンズミル小学校[64]、幼稚園から5年生、505人
- ミッドストリーム小学校[65]、幼稚園から5年生、513人
- オズボーンビル小学校[66]、幼稚園から5年生、299人
- ベテランズ記念小学校[67]、幼稚園から5年生、619人
- ウォーレン・H・ウルフ小学校[68]、2014年から2015年教育年度に初期学習センターから移行[69])
- エマ・ヘイブンズ・ヤング小学校[70]、幼稚園から5年生、865人
- レイクリビエラ中学校[71]、6年生から8年生、1,063人
- ベテランズ記念中学校[72]、6年生から8年生、1,243人
- ブリック記念高校[73]、9年生から12年生、1,842人
- ブリック・タウンシップ高校[74]、9年生から12年生、1,573人[75]

非宗派の私立学校として、カドル・ケア初期児童センター、オーシャン初期児童センターがある。セントドミニク小学校はローマ・カトリック系私立学校であり、トレントン教区が管理している。セントポール・クリスチャン学校はメソジストの私立学校であり、乳児から8年生を教えている。

## 交通

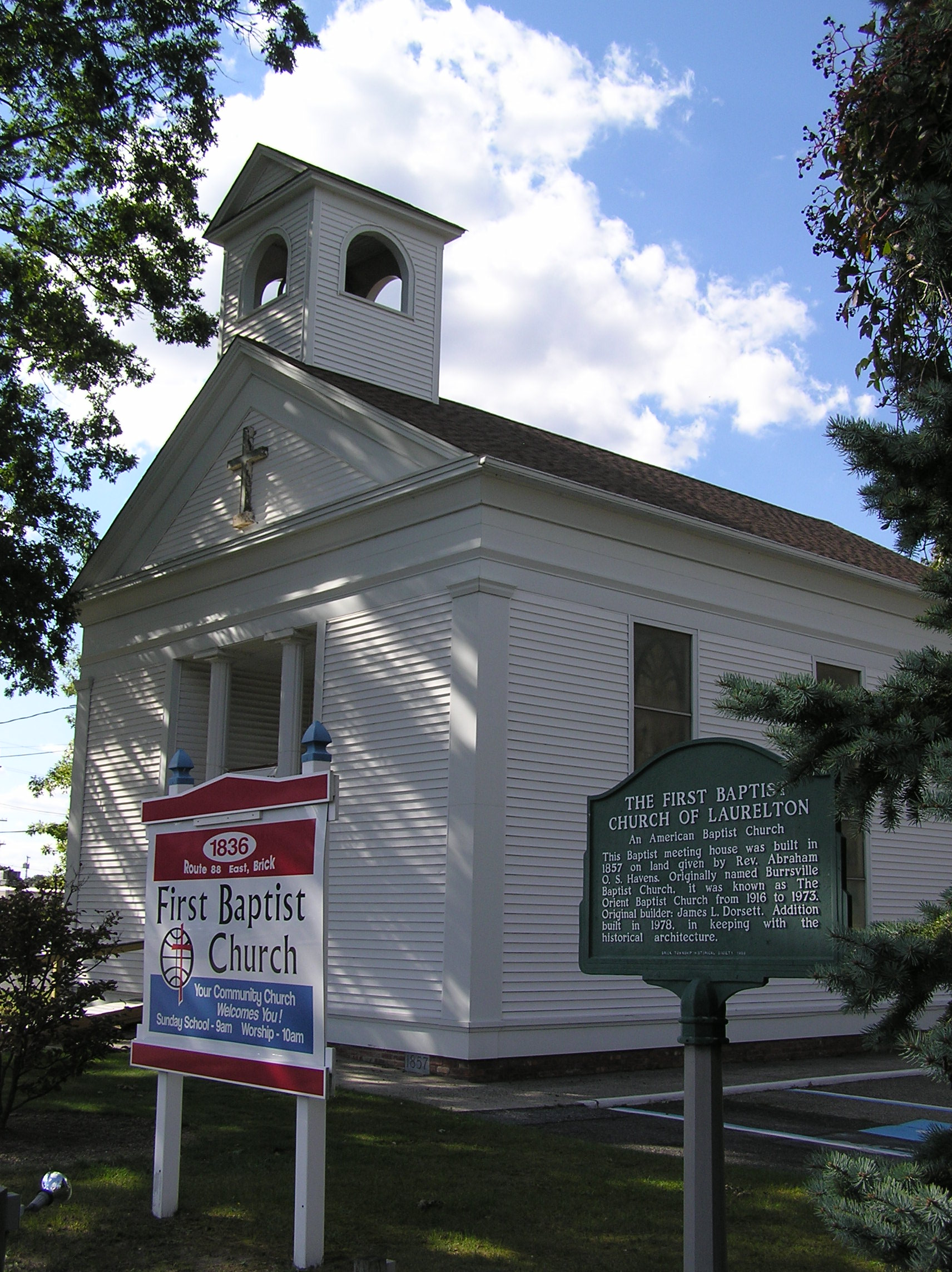
第一バプテスト教会、州道88号線沿いローレルトンにある

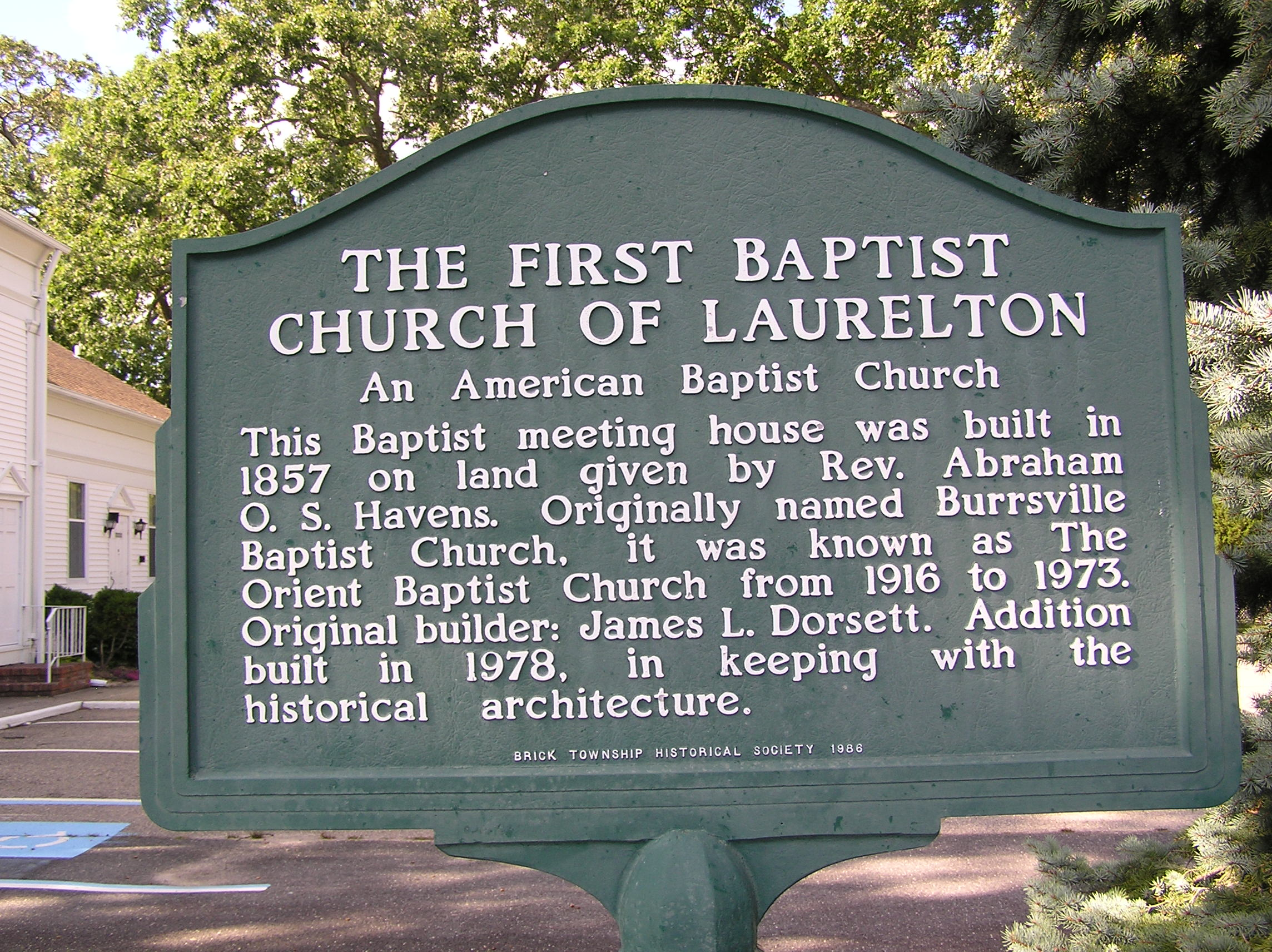
教会の芝生にある歴史銘板

### 道路と高規格道
ブリックを通る主要郡道は528号線と549号線である。州道は70号線と88号線である。ガーデン・ステイト公園道路がタウンシップの西側を通り、出口は89号、91号、90号の3か所である。
2010年5月時点で、タウンシップの中に318.77マイル (513.01 km) の道路があり、その内256.23マイル (412.36 km) はタウンシップが、46.64マイル (75.06 km) はオーシャン郡が、12.61マイル (20.29 km) はニュージャージー州交通省が維持している。また3.29マイル (5.29 km) はニュージャージー・ターンパイク管理局の管轄である。
ブリック・タウンシップの中心近くにローレルトン・サークルがある。このロータリー交差点は、州道70号線、同88号線、プリンストン・アベニューの交差点になっている。交通量が増え、事故も増加したために、1986年に交通信号機で制御される交差点に転換された。左折の必要性を減らすために、州道88号線の東行き部分はプリンストン・アベニューに付け替えられた。その他の移動は一方通行で制御され、北西隅は双方向接続となった。

### 公共交通機関
ニュージャージー・トランジットがブリックとニューヨーク市マンハッタン・ミッドタウンのポート・オーソリティ・バスターミナルとの間を137系統で、フィラデルフィアとの間を317系統で、ニューアークとの間を67系統のバスで繋いでいる。

## メディア
FMラジオのWBGDが1974年に放送を開始し、当初はブリック・タウンシップ高校を拠点にしていた。この局は後にブリック記念高校からの放送を行うように移転した。このラジオ局は、1960年代から1980年代にブリック・タウンシップ高校で電子工学を教えたロバート・ボーシュという教師の思い付きによるものだった。高校生が運営し、最初の免許は教育用放送免許としてFCCから出された。最も著名な番組は、1974年12月に、ブリック・タウンシップ高校とカムデン高校との間に行われた第1回州高校フットボール選手権試合の実況だった。ブリック・グリーンドラゴンズが最後のプレーで得点して21対20でカムデンを破り、初のニュージャージー州高校フットボール選手権を制した。2007年、通常の屋根保守と修繕の作業中に放送塔が屋根から切り離され、その後は置き換えも修繕もなされていない。WBGDは放送を止めている。

## スポーツ
ブリックには1960年に建設されたオーシャン・アイスパレスがあり、ブリック・ホッケークラブの本拠地となっている。このリンクは障碍者のホッケーチームであるブリック・スターズが、ホームゲームと練習を行っている。

## 著名な出身者
ブリック・タウンシップで生まれ、居住し、あるいは密接な関わりがあった著名人は以下のとおりである。
- キルスティン・ダンスト（1982年 - ）、女優、ブリックで育ち、カリフォルニアに転居した[83]